# Canciones pa mi ex, vol.1
Canciones pa mi ex, vol.1  es el segundo extended play de la cantante y youtuber mexicana Kenia Os. Fue publicado el 9 de octubre de 2020 en Spotify, y el 16 de octubre en todas las plataformas digitales a través de Rimas Publishing y Lizos Music. El EP fue producido por Andry Kiddos, 6IXXX, Derry Sánchez y Subelo Neo. Todas las canciones se lanzaron como sencillos, esto marcó la salida de la cantante del sello Lizos Music.

## Producción
El álbum contó con colaboraciónes de artistas como Andry Kiddos y producido principalmente por Subelo Neo. Este contó con 6 sencillos, de los cuales solo uno se había lanzado antes de su estreno. 

## Promoción
El EP fue lanzado exclusivamente por la plataforma de streaming Spotify días antes de su estreno en otras plataformas.
El EP tuvo buen recibimiento por parte del público, logrando así colocarse entre los álbumes con mayor debut de una artista mexicana en 2020.

## Lista de canciones
| Canciones pa mi ex vol. 1 |                                     |                                                                                  |                                                 |          |  |
| N.º                       | Título                              | Escritor(es)                                                                     | Productor(es)                                   | Duración |  |
| 1.                        | «Te Odio»                           | Freddy Montalvo, Phantom y Andry Leal                                            | Subelo NEO, Derry Sanchez, Andry Kiddos y 6IXXX | 2:24     |  |
| 2.                        | «Tu Peor Pesadilla»                 | Freddy Montalvo y Phantom                                                        | Subelo NEO                                      | 2:21     |  |
| 3.                        | «¿Qué pasa?» (junto a Andry Kiddos) | Andry Kiddos y Kenia Flores Osuna                                                | Andry Kiddos y Derry Sánchez                    | 2:42     |  |
| 4.                        | «Tenía Que Llegar»                  | Freddy Montalvo, Phantom, Andry Leal, Brandom Amador Rivera y Kenia Flores Osuna | Subelo NEO, Derry Sánchez, Andry Kiddos y 6IXXX | 2:59     |  |
| 5.                        | «Fue Lindo»                         | Freddy Montalvo, Phantom y Andry Lea                                             | Subelo NEO, Derry Sánchez, Andry Kiddos         | 2:28     |  |
| 6.                        | «Tsunami»                           | Alan Yasiel Nuñez Ibarra                                                         | Andry Kiddos, Derry Sánchez y 6IXXX             | 2:55     |  |
| 15:51                     |                                     |                                                                                  |                                                 |          |  |